# Michael Wiwchar
Michael Wiwchar (ur. 9 maja 1932 w Komarno) – kanadyjski duchowny Kościoła katolickiego obrządku bizantyjsko-ukraińskiego, posługujący również w Stanach Zjednoczonych, redemptorysta. W latach 1993–2000 eparcha Chicago, następnie w latach 2000-2008 eparcha Saskatoon.

## Życiorys
Święcenia prezbiteratu przyjął 28 czerwca 1959 jako członek zakonu redemptorystów. Przez 20 lat pracował w Kolegium św. Włodzimierza w Winnipeg jako m.in. nauczyciel, prefekt studiów i dyrektor.
2 lipca 1993 został mianowany eparchą Chicago. Sakry udzielił mu w dniu 28 września 1993 archieparcha Filadelfii Stephen Sulyk, któremu towarzyszyli archieparcha Winnepeg Michael Bzdel CSSR oraz ustępujący eparcha Chicago Innocent Hilarion Lotocky OSBM. W latach 1994–1998 przejął osobiście zarządzanie w miejscowej katedrze.
20 listopada 2000 został przeniesiony na stanowisko eparchy Saskatoon w Kanadzie (rządy przejął 12 lutego 2001). Początkowo nadal zarządzał również eparchią Chicago, której administratorem apostolskim mianowany został 9 grudnia 2000. Stan taki trwał do marca 2003, kiedy to rządy w Chicago przejął nowy eparcha. W maju 2007 bp Wiwchar osiągnął wiek emerytalny, wynoszący dla katolickich biskupów 75 lat, zaś 2 maja 2008 przeszedł w stan spoczynku jako biskup senior.